# General Electric TF34

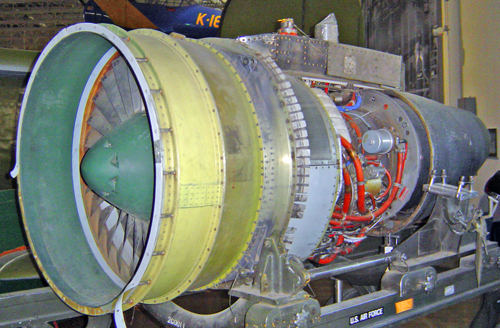
General Electric TF34

TF34 und CF34 ist die Bezeichnung für eine Baureihe von Turbofan-Triebwerken der US-amerikanischen Firma General Electric.

## Varianten
Das TF34 ist die militärische Variante, die an der Thunderbolt A-10 und der S-3 Viking benutzt wird. Es wurde während der späten 1960er-Jahre durch die Triebwerksabteilung von General Electric entwickelt. Das ursprüngliche Triebwerk enthält einen einstufigen Fan, der durch eine vierstufige Niederdruckturbine angetrieben wird, einen 14-stufigen Hochdruckverdichter, der durch eine zweistufige Hochdruckturbine angetrieben wird, und eine ringförmige Brennkammer. Das TF34-GE-400A ist für einen Schub von 41,26 kN zugelassen.
Die Zivilvariante CF34 ('Commercial Fan') wird bei verschiedenen Verkehrsflugzeugen, unter anderem Bombardiers CRJ-Reihe, den E-Jets von Embraer und chinesischen Comac C909 verwendet. Ursprünglich basiert das CF34 auf dem TF34. Es wurde zuerst 1983 als CF34-3A am Challenger 601 Corporate Jet eingesetzt. Spätere Versionen des CF34 mit höherem Schub besitzen einen neuen Kern mit nur zehnstufigem Hochdruckverdichter. Dieses CF34-8C1 wurde im November 1999 durch die FAA zugelassen und ab 2001 in der CRJ700 eingesetzt. Die neuesten Varianten, das -10A und das -10E, wurden von der CFM56-Familie abgeleitet, besitzen ein grundlegend geändertes Hochdrucksystem und enthalten einen neunstufigen Verdichter, der durch eine einstufige Turbine angetrieben wird. Das Niederdrucksystem hat zusätzliche drei Boosterstufen hinter dem Fan. Zugelassen sind diese Varianten für einen Schub von bis zu 88,9 kN.
Von der CF34 befinden sich inzwischen mehr als 6000 Stück weltweit im Dienst, davon 4300 Stück an Regionaljets. Mit den Technologieprogrammen NG34 und TechX arbeitet GE zurzeit an einem Nachfolgemodell, das etwa 20 % Treibstoff sparen und 2012 seinen Erstlauf haben soll[veraltet].

## Technische Daten
| Typ      | Schub (kN) | Nebenstrom- verhältnis beim Start | Gesamtdruck- verhältnis | Bläserdurch- messer (m) | Länge (m) | Trocken- masse (kg) | Zulassung | Einsatz bei                              |
| -------- | ---------- | --------------------------------- | ----------------------- | ----------------------- | --------- | ------------------- | --------- | ---------------------------------------- |
| CF34-3B  | 41         | 6,2:1                             | 21,1:1                  | 1,118                   | 2,616     | 758                 | 1995      | CRJ200 / Challenger 604 / Challenger 850 |
| CF34-8C5 | 61,3–64,5  | 5:1                               | ~28:1                   | 1,174                   | 3,264     | 1125                | 2002      | CRJ 701/900/1000                         |
| CF34-8E  | 64,5       | 5:1                               | ~28:1                   | 1,174                   | 3,078     | 1179                | 2002      | Embraer 170/175                          |
| CF34-10A | 81,2–88,9  | 5,4:1                             | 29:1                    | 1,346                   | 3,696     | 1676                | -         | C909                                     |
| CF34-10E | 81,3       | 5,4:1                             | 29:1                    | 1,346                   | 3,696     | 1676                | 2005      | Embraer 190/195                          |